# 塩谷正雄
塩谷 正雄（しおたに まさお、1917年〈大正6年〉4月30日 - 2005年〈平成17年〉9月15日）は、日本の運輸技官、気象学者。理学博士。元日本国有鉄道鉄道技術研究所防災研究室長、元日本大学生産工学部教授。日本風工学会名誉会員。

## 略歴
新潟県新潟市古町通12番町（現 新潟市中央区）出身。1934年（昭和9年）3月に新潟中学校を4年で修了（四修）、1937年（昭和12年）3月に新潟高等学校を卒業、1940年（昭和15年）3月に東京帝国大学理学部物理学科を卒業。
逓信省中央航空研究所技手に就任、1944年（昭和19年）に応召、1945年（昭和20年）に復員、12月に運輸省鉄道技術研究所技師に就任、交通気象研究室に勤務、1949年（昭和24年）から日本国有鉄道鉄道技術研究所防災研究室に勤務、1950年（昭和25年）5月に東北大学から理学博士の学位を取得、1954年（昭和29年）10月からアメリカのテキサス農工大学海洋学部で微気象について研究、1955年（昭和30年）11月からアメリカ各地の研究機関を視察、12月に帰国、1958年（昭和33年）5月に日本国有鉄道鉄道技術研究所防災研究室長に就任。
1966年（昭和41年）4月に日本大学生産工学部教授に就任、1987年（昭和62年）4月に退職。
2005年（平成17年）9月15日に病院で死去、88歳没。

## 役職
- 日本大学電子計算機室長
- 日本風工学会理事
- 土木学会本州四国連絡橋耐風委員会委員
- 日本道路公団高速道路調査会道路気象委員会委員
- 日本鋼構造協会風力委員会委員
- 損害保険料率算定会気象災害分科会委員
- 余部事故調査委員会委員

## 研究
- 気流等の測定
- 地表風の乱流測定
- ふぶき防止
- 構造物、車両機器等と風
- 長大構造物の耐風設計と風

## 業績
日本鉄道建設公団、のちに本州四国連絡橋公団から委託を受け、徳島県で風の観測を行って台風などの強風の乱れの時間空間構造を解明し、瀬戸内海の島の影響を受けた風に関する研究も行い、本州四国連絡橋の耐風設計に資料を提供した。

## 表彰
- 1990年（平成2年） - 1989年度日本風工学会名誉会員[1][8]
- 1993年（平成5年） - 1992年度日本風工学会学会賞（功績賞）「自然風特性の解明に関する研究業績」[9]

## 著作物

### 著書
- 『理学工学 基礎物理学』佐々木潔・玉井英次・都竹卓郎[共著]、開成出版、1978年。
- 『強風の性質 構造物の耐風設計に関連して』開発社、1979年。
  - 『強風の性質 構造物の耐風設計に関連して』改訂新版、開発社、1981年。
    - 『強風の性質 構造物の耐風設計に関連して』3訂新版、開発社、1992年。

### 編著書
- 『交通通信と気象（上） 第1篇 陸上交通と気象』地人書館〈応用気象学講座 第8巻〉、1961年。
- 『交通通信と気象（下） 第2篇 通信と気象』地人書館〈応用気象学講座 第8巻〉、1961年。
  - 『交通通信と気象』地人書館〈応用気象学大系 第8巻〉、1961年。

### 論文
- CiNii収録論文 - CiNii

## 関連文献
- 『鉄道技術研究所 五十年史』鉄道技術研究所五十年史刊行委員会[編]、研友社、1957年。
- 『鉄道技術研究所 創立60周年 十年のあゆみ』鉄道技術研究所[編]、鉄道技術研究所、1967年。